# IPod touch (第七代)
第七代iPod touch（其正式名稱僅為iPod touch，而iPod touch 7或iTouch 7為俗稱）是一款帶有基於触摸屏的用户界面的多用途掌上設備，由苹果公司設計和銷售，是第六代iPod touch的繼任者，也是自2015年以來iPod touch的第一次重大更新。它於2019年5月28日在線上Apple Store發布。2022年5月10日，iPod touch (第七代)宣布停產，也標誌著全系列iPod均已停產。（於同月25號正式下架）

## 特点

### 软件
第七代iPod touch采用苹果的移动操作系统iOS。iOS的用户界面基于直接操作的概念，使用多点触摸手势。界面控制元素由滑块、开关和按钮组成。与操作系统的交互包括滑动、点击、捏合和旋转等手势，所有这些手势都在iOS操作系统及其多点触控界面中具有特定的含义。某些应用程序使用内置加速度传感器来响应对设备的摇晃（一个常见的操作是撤消命令）或垂直旋转（一个常见的操作是从纵向模式切换到横向模式）。 
第七代iPod touch于2019年5月28日推出，推出时运行当时最新的iOS版本12.3。它可以播放音乐、电影、电视节目、有声读物和播客，并可以按歌曲、艺术家、专辑、视频、播放列表、流派、作曲家、播客、有声读物和合辑对其媒体库文件进行分类。透过在屏幕上滑动手指来实现滚动。耳机控制可用于暂停、播放、跳过和重复曲目。但是，第七代iPod touch附带的EarPods不包括遥控器或麦克风。语音控制功能还可用于识别音轨，按播放列表中或特定艺术家播放歌曲，或创建Genius播放列表。 
第七代iPod touch中的Apple A10芯片使该设备能够支持第六代设备无法支持的iOS 12的特性，包括ARKit应用程序和FaceTime群聊功能。

### 硬件
第七代iPod touch采用Apple A10处理器和M10运动协处理器，这与iPhone 7、iPhone 7 Plus、2018款iPad和2019款iPad中使用的处理器相同。第七代iPod touch具有与第六代设备相同的前后置摄像头系统。后置摄像头为800万像素，能够以1080p分辨率录制30帧每秒的视频，或以720p分辨率录制120帧每秒的慢动态视频。相机还支持不同的照片功能，如连拍照片、HDR照片和全景照片。前置摄像头是一款120万像素的FaceTime高清摄像头，能以720p分辨率每秒30帧录制视频，该摄像头还具有连拍照片和用于视频录制的自动HDR功能。该设备是第一款采用256 GB存储选项的iPod touch，比此前最高容量的iPod——160 GB的第六代iPod Classic，高出近100 GB。与上代iPod touch相同，第七代iPod touch保留了3.5毫米耳机接口，但同样也仍未配备Touch ID，且也未搭载任何出现在上代iPod touch发布之后的新型号iPhone上的新硬件及功能，如3D Touch（但此功能已於iPhone 11後取消）、立体扬声器、无线充电、全面屏及Face ID。

### 配件
第七代iPod touch配备EarPods和Lightning转USB充电线。该设备还支持AirPods和带Lightning接头的EarPods。